# 민갑룡
민갑룡(閔鉀龍, 1965년 12월 19일~)은 대한민국의 경찰공무원으로, 제21대 경찰청장이다.
경찰청 차장 겸 청장 직무대리 등을 지냈으며, 차장 재직중 청장에 내정되었다. 2018년 7월 경찰청장에 취임하였으며, 2020년 7월 경찰청장의 임기가 종료되면서 32년간 몸 담은 경찰직을 퇴임하였다.

## 생애
전라남도 영암군 출신이다. 경찰대학 4기로 수석졸업하고, 1988년 경위로 임용되어 경찰 생활을 시작하였다. 경찰청 차장으로 재직 중이던 2018년 6월 15일 경찰청장으로 내정되었으며, 7월 23일 인사청문회를 거쳐, 7월 24일 경찰청장에 취임하였다. 해당 임기동안 검경수사권 조정을 이끌어냈으며 2020년 7월 23일, 역대 세 번째로 만 2년의 임기를 마치고 퇴임하였다.

## 학력
- 1984년:  영암 신북고등학교[8]
- 1988년: 경찰대학 4기
- 1990년: 서울대학교 행정대학원 행정학 석사

## 경력
- 1988년 4월~1990년 7월: 경찰대학 교수부 경찰학과 근무(경위)
- 1990년 7월~1991년 7월: 제주도 경찰국 901대대 본부대장(경위)
- 1991년 7월~1992년 7월: 서울특별시 경찰국 제1기동대 근무(경위)
- 1992년 7월~1992년 10월: 서울관악경찰서 방법과 방범계 근무(경위)
- 1992년 10월~1993년 10월: 서울지방경찰청 면허과 강남면허시험장장(경위)
- 1993년 10월~1994년 7월: 서울관악경찰서 신림2파출소장(경위)
- 1994년 7월~1995년 3월: 서울서초경찰서 수사과 조사계 근무(경위)
- 1995년 3월~1995년 4월: 충남지방경찰청 경비과 상황실장 직무대리(경위)
- 1995년 4월~1996년 4월: 충남지방경찰청 경비과 상황실장(경감)
- 1996년 4월~1999년 2월: 경찰청 기획담당관실 근무(경감)
- 1999년 2월 ~1999년 3월: 인천 계양경찰서 교통과장 직무대리(경감)
- 1999년 3월~1999년 8월: 인천 계양경찰서 경비교통과장(경정)
- 1999년 8월~2000년 1월: 인천지방경찰청 경무과 근무(경정)
- 2000년 1월~2001년 7월: 서울지방경찰청 수사부 수사과 근무(경정)
- 2001년 7월~2003년 4월: 서울 남부경찰서 수사과장(경정)
- 2003년 4월~2005년 4월: 경찰청 총무과 혁신기획단 근무(경정)
- 2005년 4월~2007년 1월: 경찰청 수사권조정팀 전문연구관(경정)
- 2007년 1월~2007년 6월: 경찰청 경찰혁신기획단 근무(총경)
- 2007년 6월~2008년 3월: 경찰청 혁신기획팀장(총경)
- 2008년 3월~2009년 3월: 제61대 무안경찰서장(총경)
- 2009년 3월~2010년 6월: 경찰청 수사구조개혁팀장(총경)
- 2010년 6월~2011년 1월: 경찰청 경무과 교육(총경)
- 2011년 1월~2011년 12월: 경찰청 기획조정담당관(총경)
- 2011년 12월~2013년 4월: 제20대 서울송파경찰서장(총경)
- 2013년 4월~2014년 1월: 경찰청 기획조정담당관(총경)
- 2014년 1월~2014년 8월: 광주지방경찰청 제1부장(경무관)
- 2014년 9월~2015년 9월: 경찰청 경무인사기획관실 소속 해외파견(경무관)
- 2015년 9월~2015년 12월: 인천지방경찰청 제1부장(경무관)
- 2015년 12월~2016년 11월: 제9대 경찰대학 치안정책연구소장(경무관)
- 2016년 12월~2017년 7월: 서울지방경찰청 차장(치안감)
- 2017년 7월~2017년 12월: 경찰청 기획조정관(치안감)
- 2017년 12월~2018년 7월: 제35대 경찰청 차장(치안정감)
- 2018년 7월~2020년 7월: 제21대 경찰청장(치안총감)[7]

## 서훈
- 2000년 : 국무총리 표창
- 2004년 : 대통령 표창
- 2013년 : 근정포장

## 논란

### 청룡봉사상 강행 논란
조선일보가 심사해 경찰관들을 특진시키는 '청룡봉사상'에 대한 비난 여론이 거세지는 가운데에서도 민갑룡 경찰청장은 내부 논의 끝에 올해 상을 강행하기로 방침을 정하여 논란이 되고 있다. 조선일보와 경찰간의 커넥션이라는 비판이 많았고  '장자연 사건' 수사에 관여한 인물이 상을 받고 과거에는 고문기술자 이근안에게 상과 특진을 수여하는 등의 문제가 있었지만 다른 관공서 및 비슷한 상들의 상황을 고려해 여전히 청룡봉사상 자체는 유지하겠다는 것이 경찰청의 입장이다. 단, 상만 존치하고 특진과 같은 혜택은 철폐하였다.
조국사태 관련 논란
조원진 행안위 국정감사질의 2019.10.4에서 스스로 밝힌 바 조국과 2~3차례 식사한 바 있으며 조국사태 관련하여 검찰이 피의사실을 확인한 윤구근 총경을 인사 처리하지 않고 있어서 조국관련 부정관계를 의심받았다.　또한 경찰청, 전직원에 "검찰 조국수사 비판 與보고서 읽어라"라고 지시해 조국관련 부정관계를 의심받기도 하였다. 다만 퇴임까지, 또한 그 이후에도 관련 비위가 있다고 확인된 바는 없다.

### 경찰대 방역 논란
COVID-19로 인해 대면강의를 불안해하는 경찰대 학생들에게 “경찰대는 방역의 모범으로서 안전한 대면강의의 사례가 되어야 하며, 그럼에도 불구하고 강의를 거부하는 학생은 방역현장에 투입하겠다”고 밝혀 논란이 일고 있다. 학생을 방역현장에 사역시킬 권한이 청장에게 있다고 볼 수는 없다. 때문에 아직 정식으로 임용되지 않은 경찰대 학생에게 너무 고압적인 권위의식을 보였다는 비판이 일었다.

## 참고 문헌
- 경찰청. “청장 프로필 - 민갑룡”. 《경찰청》. 2018년 7월 24일에 원본 문서에서 보존된 문서. 2018년 7월 24일에 확인함.

| 전임 이철성 | 제21대 경찰청장 2018년 7월 24일~2020년 7월 23일 | 후임 김창룡 |

| 전임 박진우 | 제35대 경찰청 차장 2017년 12월 12일~2018년 7월 24일 | 후임 임호선 |